# 3549 Hapke
A 3549 Hapke (ideiglenes jelöléssel 1981 YH) a Naprendszer kisbolygóövében található aszteroida. Edward L. G. Bowell fedezte fel 1981. december 30-án.